# آلدو بابودیلا
آلدو بابودیلا (اسپانیایی: Aldo Bobadilla‎؛ زادهٔ ۲۰ آوریل ۱۹۷۶) یک بازیکن فوتبال اهل پاراگوئه است.

## تیم ملی
وی همچنین در تیم ملی فوتبال پاراگوئه بازی کرده‌است.